# Namíbia nos Jogos Olímpicos de Verão de 2020
A Namíbia participou nos Jogos Olímpicos de Verão de 2020 em Tóquio. Originalmente programados para ocorrerem de 24 de julho a 9 de agosto de 2020, os Jogos foram adiados para 23 de julho a 8 de agosto de 2021, por causa da pandemia COVID-19. Foi a 8ª participação da nação nos Jogos Olímpicos de Verão desde sua estreia em 1992. 

## Competidores
Abaixo está a lista do número de competidores nos Jogos.
| Esporte   | Masculino | Feminino | Total |
| --------- | --------- | -------- | ----- |
| Atletismo | 1         | 3        | 4     |
| Boxe      | 1         | 0        | 1     |
| Ciclismo  | 2         | 2        | 4     |
| Natação   | 1         | 0        | 1     |
| Remo      | 0         | 1        | 1     |
| Total     | 5         | 7        | 12    |

## Atletismo
Atletas da Namíbia conquistaram marcas de entrada, seja por tempo de qualificação ou por ranking mundial, nos seguintes eventos de pista e campo (até o máximo de 3 atletas em cada evento):
- Nota– As posições para os eventos de pista são em relação à bateria do atleta
- Q = Qualificado para a próxima fase
- q = Qualificado para a próxima fase como o perdedor mais rápido ou, em eventos de campo, pela posição sem atingir o alvo para qualificação
- NR = Recorde nacional
- N/A = Fase não aplicável para o evento
- Bye = Atleta não precisou disputar aquela fase

Eventos de pista e estrada
| Atleta                | Evento             | Eliminatória | Eliminatória | Semifinal | Semifinal | Final     | Final   |
| Atleta                | Evento             | Resultado    | Posição      | Resultado | Posição   | Resultado | Posição |
| --------------------- | ------------------ | ------------ | ------------ | --------- | --------- | --------- | ------- |
| Tomas Hilifa Rainhold | Maratona masculina | —            | —            | —         | —         |           |         |
| Helalia Johannes      | Maratona feminina  | —            | —            | —         | —         |           |         |
| Beatrice Masilingi    | 200 m feminino     |              |              |           |           |           |         |
| Christine Mboma       | 200 m feminino     |              |              |           |           |           |         |

## Boxe
A Namíbia inscreveu um boxeador para o torneio olímpico. O Atleta olímpico da Rio 2016 Jonas Junius conquistou uma vitória na semifinal da categoria leve masculino do Torneio Africano de Qualificação Olímpica de 2020 em Diamniadio, Senegal.
| Atleta       | Evento           | Fase de 32           | Oitavas-de-final     | Quartas-de-final     | Semifinais           | Final                | Final   |
| Atleta       | Evento           | Adversário Resultado | Adversário Resultado | Adversário Resultado | Adversário Resultado | Adversário Resultado | Posição |
| ------------ | ---------------- | -------------------- | -------------------- | -------------------- | -------------------- | -------------------- | ------- |
| Jonas Junius | -63 kg masculino |                      |                      |                      |                      |                      |         |

## Ciclismo

### Estrada
A Namíbia inscreveu um ciclista para a prova de corrida em estrada masculina, após terminar entre os dois melhores, ainda não qualificados, do Campeonato Africano de 2019 em Adis Abeba, Etiópia. Uma vaga adicional foi concedida a uma ciclista da Namíbia para a prova de corrida em estrada feminina, em virtude de sua posição entre as 100 melhores atletas individuais no ranking mundial da UCI.
| Atleta      | Evento                       | Tempo | Posição |
| ----------- | ---------------------------- | ----- | ------- |
| Dan Craven  | Corrida em estrada masculina |       |         |
| Vera Looser | Corrida em estrada feminina  |       |         |

### Mountain bike
A Namíbia inscreveu um ciclista em cada gênero para competir no cross-country, em virtude de suas posições no Campeonato Africano de 2019.
| Atleta           | Evento                  | Tempo | Posição |
| ---------------- | ----------------------- | ----- | ------- |
| Alex Miller      | Cross-country masculino |       |         |
| Michelle Vorster | Cross-country feminino  |       |         |

## Natação
A Namíbia inscreveu um nadador para participar dos Jogos pela primeira vez desde Sydney 2000. Phillip Seidler terminou em 14º no Qualificatório Olímpico de Maratona Aquática de 2021 em Setúbal, Portugal, garantindo a vaga continental da África
| Atleta          | Evento          | Final | Final   |
| Atleta          | Evento          | Tempo | Posição |
| --------------- | --------------- | ----- | ------- |
| Phillip Seidler | 10 km masculino |       |         |

## Remo
A Namíbiaqualificou um barco para o skiff simples feminino dos Jogos após vencer a medalha de ouro e garantir a primeira de cinco vagas disponíveis na Regata Africana de Qualificação Olímpica de 2019 em Túnis, Tunísia, marcando a estreia da nação no esporte.
| Atleta         | Evento                 | Eliminatórias | Eliminatórias | Repescagem | Repescagem | Quartas-de-final | Quartas-de-final | Semifinais | Semifinais | Final | Final   |
| Atleta         | Evento                 | Tempo         | Posição       | Tempo      | Posição    | Tempo            | Posição          | Tempo      | Posição    | Tempo | Posição |
| -------------- | ---------------------- | ------------- | ------------- | ---------- | ---------- | ---------------- | ---------------- | ---------- | ---------- | ----- | ------- |
| Maike Diekmann | Skiff simples feminino |               |               |            |            |                  |                  |            |            |       |         |

Legenda de Qualificação: FA=Final A (medalha); FB=Final B; FC=Final C; FD=Final D; FE=Final E ; FF=Final F; SA/B=Semifinais A/B; SC/D=Semifinais C/D; SE/F=Semifinais E/F; QF=Quartas-de-final; R=Repescagem